# Samuel Bacher Berend
Samuel Bacher Berend (* 20. Dezember 1772 in Tirschtiegel; † 11. Januar 1828 in Berlin) war ein deutsch-jüdischer Kaufmann und Bankier. Er war ein Sohn des jüdischen Kaufmanns Bacher Beer in Tirschtiegel und älterer Bruder von Levin (Louis) Bacher Berend.

## Geschäftsleben

### Firma Gebr. Berend & Co.
Um 1792 kam er zusammen mit seinem Bruder nach Potsdam, wo beide geschäftlich tätig und bedeutende Heereslieferanten wurden. Um die Jahreswende 1812/1813 verlegten sie den Sitz ihrer Firma Gebr. Berend & Co. nach Berlin und betätigten sich als Bankhaus. 1814 ließen sie sich bei der Kaufmannschaft der Tuch- und Seidenhandlung aufnehmen und wurden dann Mitglied der Korporation der Kaufmannschaft. 1818 erwarben die Brüder die Häuser Neue Friedrichstraße 9 und 10 und gründeten dort eine Zuckersiederei als Gesellschaftsunternehmen. Die erforderlichen Umbauten erfolgten durch den Stadtbaurat Friedrich Wilhelm Langerhans und die Einrichtung der Raffinerie durch den Chemiker Sigismund Friedrich Hermbstädt. Nach Samuels Tod wurden seine drei Söhne gemeinsam mit ihrem Onkel Louis Bacher Berend Teilhaber der Zuckersiederei, deren eigentlicher Leiter aber Bernhard Samuel Berend war und die noch bis 1850 bestand. Die Firma Gebr. Berend & Co. trat 1831 dem Berliner Kassenverein bei und beteiligte sich 1850 an der Gründung der Bank des Berliner Kassenvereins. Nach dem Tod von Bernhard Samuel Berend führten ab 1865 seine drei Söhne die Firma weiter, die 1880 erlosch.

### Firma Friedberg, Kunheim et Compagnie
Gemeinsam mit seinem Bruder und den Kaufleuten Samuel Hirsch (Heinrich) Kunheim, Itzig Israel Saaling, August Johann Friedberg, Louis Philippsborn, Fabian Michaelis und später noch F. W. Uhrlaub gründete er 1813 die Firma Friedberg, Kunheim et Compagnie, die 1813–1814 die Verpflegung der preußischen Nordarmee übernahm und 1821 wieder aufgehoben wurde.

### Firma S. B. Berend Söhne
Samuel Berend gründete 1825/26 im Haus Molkenmarkt 6 in Gemeinschaft mit seinem Freund Samuel Heinrich Kunheim eine chemische oder Holzessig-Fabrik. Sie firmierte anfangs unter dem Namen S. B. Berend und betrieb eine Fabrik in der Köpenicker Straße 68. Sie wurde nach Samuels Tod von seinen drei Söhnen als S. B. Berend Söhne weitergeführt, während Kunheim 1829 eine eigene Firma S. H. Kunheim in der Neuen Königsstraße 30 weiter betrieb.

## Privatleben
Samuel Berend heiratete 1801 in Potsdam Rebecca Wulff, Tochter des Kaufmanns Herz Wulff. Sie hatten die Söhne Bernhard Samuel (1801–1864), Herz (Hermann) Samuel (1803–1859) und Philipp Samuel (1804–1854), der 1836 zum Christentum übertrat, sich Philipp Sigismund Berend nannte und das Rittergut Klein Beeren kaufte. Seine Enkelin Marie Luise, Tochter des Sohnes Philipp Sigismund, heiratete den Maler Oskar Begas.
1812 erhielt er das Bürgerrecht in Potsdam. Nach dem Umzug nach Berlin erwarb er 1814 das neben dem sogenannten Niederländischen Palais gelegene Haus Unter den Linden 35 (alte Zählung), das vorher dem Wollfabrikanten Hesse gehört hatte. In Pankow erwarb er einen Landsitz. Samuel war als Philanthrop der Gesellschaft sehr verpflichtet. Er war Mitglied der Gesellschaft der Freunde und des Geselligen Vereins der Gesellschaft der Freunde, dessen Vorsitzender er von 1822 bis 1827 war. Die Jüdische Freischule wurde von ihm regelmäßig unterstützt. Er ist auf dem Jüdischen Friedhof Prenzlauer Berg (Feld W) begraben.